# Jocelyn Angloma
Jocelyn Angloma (Les Abymes, 1965. augusztus 7. –) Guadeloupe-i születésű francia válogatott  labdarúgó.
A francia válogatott tagjaként az 1992-es és az 1996-os Európa-bajnokságon, a Guadeloupe-i válogatott tagjaként a 2007-es CONCACAF-aranykupán vett részt.

## Sikerei, díjai
Olympique de Marseille
- Bajnokok ligája győztes (1): 1992–93
- Francia bajnok (2): 1991–92, 1992–93

Valencia
- Spanyol bajnok (1): 2001–02
- Spanyol kupa (1): 1998–99
- Spanyol szuperkupa (1): 1999
- Intertotó-kupa (1): 1998